# PGA Kampioenschap (Hongkong)
Het PGA Kampioenschap in Hongkong is een jaarlijks golftoernooi voor golfprofessionals. Het wordt georganiseerd door de Hong Kong PGA, die in 1970 werd opgericht. Het toernooi bestaat uit drie rondes van 18 holes.
In 2012 maakte Unho Park een bogey op de laatste hole. Tweede werd Guido van der Valk, die zijn birdie miste om in de play-off te komen.

In 2013 werd de 30ste editie van het toernooi gespeeld. Het toernooi werd gewonnen door titelverdediger Unho Park.

## Winnaars
- 1993:  Kyi Hla Han
- 1994:  Kyi Hla Han
- 1998:  Lian-wei Zhang

Ageas PGA Championship
- 2010:  C.J. Gatto (213)
- 2011:  Jean van de Velde (200), gespeeld op de Hong Kong Golf Club, Clearwater Bay Golf Club, Kau Sai Chau Public Golf Course
- 2012:  Unho Park (216), gespeeld op de Hong Kong Golf Club, Discovery Bay Golf Club, The Jockey Club KSC Public Golf Course
- 2013:  Unho Park (207), gespeeld op de Hong Kong Golf Club, The Jockey Club KSC Public Golf Course